# Connexochiton kaasi
Connexochiton kaasi is een keverslakkensoort uit de familie van de Ischnochitonidae. De wetenschappelijke naam van de soort is voor het eerst geldig gepubliceerd in 1997 door Saito. De soort is vernoemd naar de Nederlandse onderwijzer en bioloog Pieter Kaas.